# Campionato sudamericano femminile di pallavolo 1979
Il XIII campionato sudamericano femminile di pallavolo si è svolto nel 1979 a Rosario, in Argentina. Al torneo hanno partecipato 7 squadre nazionali sudamericane e la vittoria finale è andata per la settima volta, la quinta consecutiva, al Perù.

## Squadre partecipanti
| - Argentina - Brasile - Cile - Paraguay | - Perù - Uruguay - Venezuela |

## Classifica finale
| Classifica | Squadre   | Qualificazioni              |
| ---------- | --------- | --------------------------- |
|            | Perù      | Giochi della XXII Olimpiade |
|            | Brasile   |                             |
|            | Argentina |                             |
| 4          | Cile      |                             |
| 5          | Paraguay  |                             |
| 6          | Venezuela |                             |
| 7          | Uruguay   |                             |